# Formiga de la carn
Iridomyrmex purpureus és una espècie de formiga de la subfamília Dolichoderinae endèmica d'Austràlia, on es coneix com a "meat ant" (formiga de la carn), perquè els grangers australians la fan servir per netejar els restes de carn de carcasses de grans animals.

## Història natural
Viu en nius subterranis de més de 64.000 obreres. Molts nius poden estar interconnectats fent una "supercolònia" que pot cobrir 650 m de longitud. Els agrada portar grava, sorra o trossos de vegetació a l'entrada del niu.
És omnívora, cavadora i usada per grangers australians per netejar els restes de carn de carcasses de grans animals. Deixats a prop dels nius, una carcassa pot ser reduïda a os nu en qüestió de setmanes.
Durant el dia i, essent una espècie agressiva, forcen altres espècies de formigues de nit. Poden arribar a ser agressives contra altres colònies de la seva pròpia espècie, encara que solament solen arribar a una lluita ritual per establir fronteres.
Com altres espècies d'Iridomyrmex, realitzen una relació simbiòtica amb larves de papallones del gènere de Certes que produeixen secrecions que elles mengen, i protegeixen les erugues de la predació.